# Gregor Hauser
Gregor Hauser (* um 1470 in Stetten am kalten Markt; † 20. September 1520 in Wien) war ein deutsch-österreichischer Architekt und Steinmetz und ab 1515 Dombaumeister des Wiener Stephansdoms.

## Leben
Geboren wurde Gregor Hauser wohl um 1470 auf Burg Stetten (Stedin) der Herrschaft Hausen bei Sigmaringen, Johannes Cuspinian nennt Freiburg im Breisgau als seinen Herkunftsort, wo er seine Ausbildung am Bau des 1513 fertiggestellten Münsterchores erfahren hatte. In Wien zunächst Parlier der Dombauhütte, trat Hauser 1515 die Nachfolge des inzwischen verstorbenen Anton Pilgram an, dessen Witwe Dorothea er heiratete. In seinem Testament bedachte er auch seinen Schwager Hannsen Kirchmann von Freiburg mit seinem goldenen Siegelring und einem Harnisch (gulden phetschad ring und harnaß) sowie fünf Pfund Pfennigen.

## Werk
Noch als Parlier unter Pilgram führte Gregor Hauser die technisch komplizierten Wiederherstellungsarbeiten am Südturmhelm aus, die durch einen erneuten Blitzschlag notwendig geworden waren. Da sich Hausers Meisterzeichen und Besitzvermerk auf zwei Kopien der Pläne für den unvollendeten Nordturm findet, hatte er sich offensichtlich mit der Möglichkeit auseinandergesetzt, den Nordturm weiterzubauen, doch wurden die Arbeiten an ihm nicht wieder aufgenommen. Zusammen mit Michael Tichter erstellte er im Stephansdom die Balustrade des Friedrichsgrabs, und auch der Treppenaufgang zur Pilgramkanzel, deren technische Zeichnung erhalten ist, dürfte von ihm ausgeführt worden sein. In der Kirche Maria am Gestade in Wien geht die 1515 datierte Westempore auf seinen (erhaltenen) Entwurf zurück. 
Noch im September 1520, nur wenige Wochen vor seinem Tod, wurde Hauser von der Stadt Krems zur Begutachtung des Neubauprojekts der Stadtpfarrkirche St. Veit eingeladen.